# Südlicher Weißbrustigel
Der Südliche Weißbrustigel (Erinaceus concolor) ist eine Art aus der Familie der Igel. Im Deutschen wird das Tier zusammen mit dem Nördlichen Weißbrustigel üblicherweise nur Weißbrustigel oder Ostigel genannt.

## Verbreitung

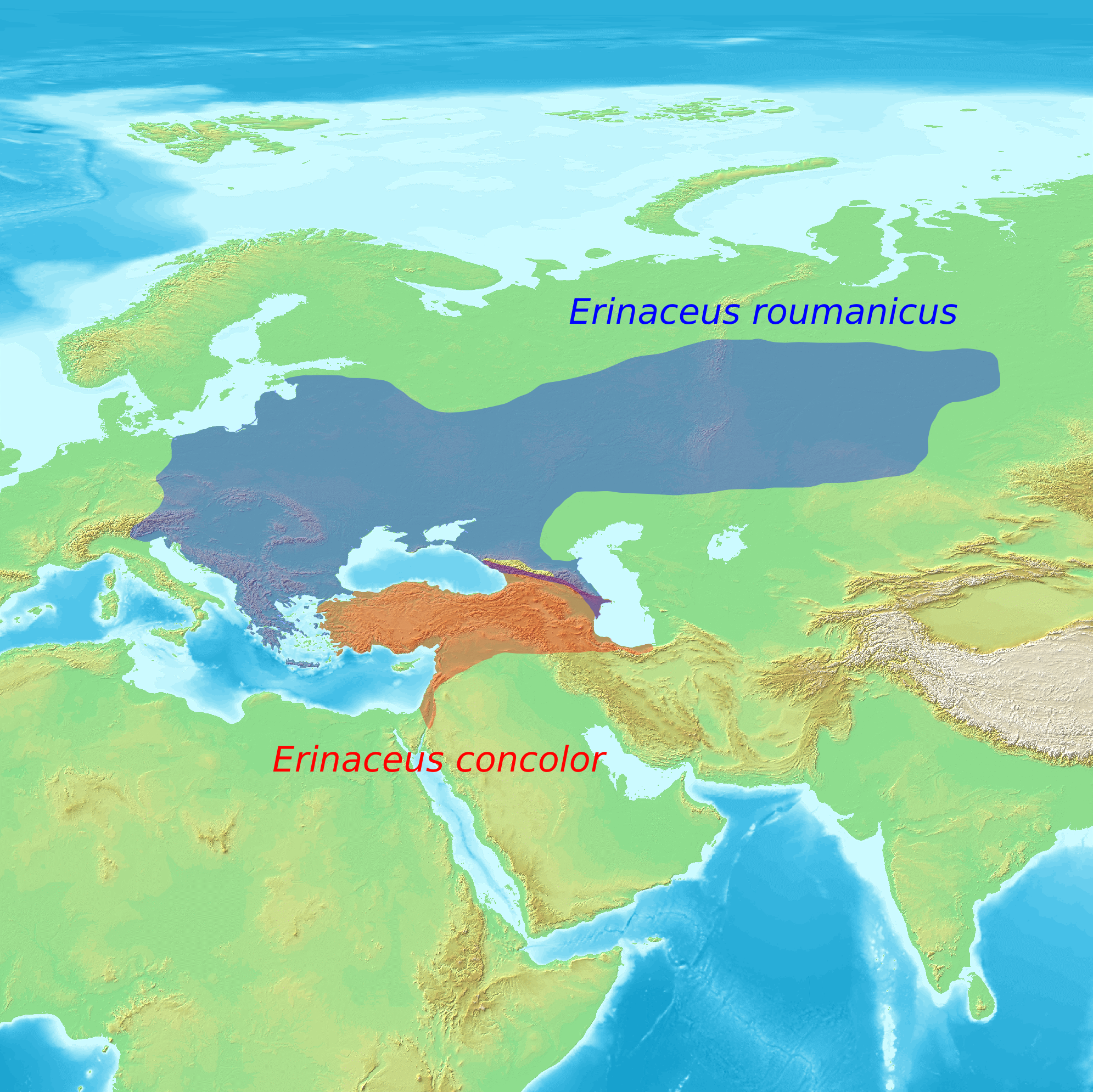
Verbreitungsgebiet des Südlichen Weißbrustigels (rot)

Diese Tiere sind im westlichen Asien und dem südlichen Kaukasus verbreitet und sind heimisch in den Ländern Armenien, Aserbaidschan, Georgien, Iran, Israel, Russland, Syrien sowie in der Türkei.

## Beschreibung
Er unterscheidet sich vom Braunbrustigel, wie der Name schon nahelegt, vor allem durch seine ab etwa der Mitte weiße, deutlich von der braunen oder braungrauen Umgebung abgehobene Brust. Bisweilen finden sich auch Tiere mit einer gänzlich weißen Unterseite. Der Brustfleck kann mit dem Alter größer werden. Die Kopfrumpflänge von 22 bis 30 Zentimetern und das Durchschnittsgewicht von 1000 Gramm entsprechen dem Braunbrustigel und dem Nördlichen Weißbrustigel. Die Oberseite des Kopfes und der Rücken sind mit Stacheln versehen, im Falle eines Angriffes kann sich das Tier zu einer Kugel zusammenrollen.

## Lebensweise
Über die Lebensweise der Südlichen Weißbrustigel ist nicht allzu viel bekannt, man vermutet aber, dass sie in den meisten Fällen mit der des Nördlichen Weißbrustigels (Erinaceus roumanicus) übereinstimmt. Es sind nachtaktive Einzelgänger, die den Tag in einem Nest verbringen, um in der Nacht auf Nahrungssuche zu gehen. Ihre Nahrung besteht vorwiegend aus Insekten, Regenwürmern und Tausendfüßern.

## Systematik
Ursprünglich wurde der Weißbrustigel dem Braunbrustigel zugeordnet. Spätere Untersuchungen ergaben, dass die Nördlichen und Südlichen Weißbrustigel nicht artgleich sind.
Mit Stand 2005 sind folgende Unterarten des Südlichen Weißbrustigels beschrieben:
- Erinaceus concolor concolor Martin, 1837
- Erinaceus concolor rhodius Festa, 1914
- Erinaceus concolor transcaucasicus Satunin, 1905

## Zoosituation
Alle EAZA-Halter befinden sich in Israel. Einziger europäischer Halter außerhalb Israels war Berlin.